# 定常すべり
定常すべり（ていじょうすべり）とは、地震学において、沈み込み型のプレート境界（沈み込み帯）の深いところで発生する、振動を伴わないプレートのすべりのこと。非地震性すべりの1つで、もう1つは準定常すべり（スロースリップ）である。また、これに対してふつう「地震」と呼ばれるすべりを地震性すべりという。

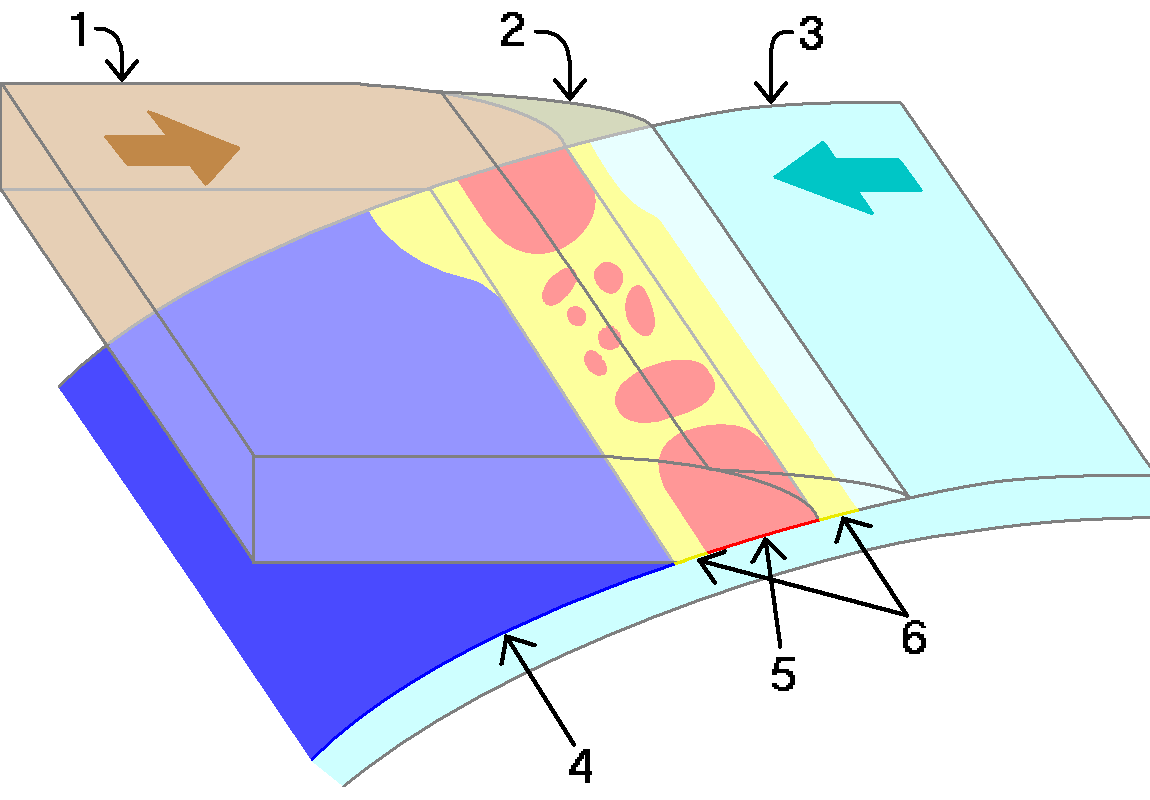
海溝付近のプレート境界の断面図。いくつかのパターンを示した。
1.大陸プレート
2.付加体
3.海洋プレート
5.固着域
6.遷移領域
4.安定すべり域
定常すべりは青色で示した4.安定すべり域で起こる。

接している2つのプレートがお互いに変位するだけのすべりであり、地震波を出さない。そのため、地震計で観測することはできず、変位計やGPSなどによる変位観測、測地などでしか、正確なすべりの様子を知ることはできない。
プレートの境界面にある3種のすべり領域（アスペリティ、遷移領域、安定すべり域）のうち、安定すべり域で起こる。この領域は地下60kmを超える深さのため高い圧力がかかり、温度も高くなって地殻は液体となって存在している（アセノスフェアという）。そのため、大陸プレートはこの深さでは固体として存在せず、固体の海洋プレートが液体のアセノスフェアの中を沈み込む構造となっている。プレート間地震の原因となるプレート同士の摩擦はここでは非常に小さいため、プレートのすべりは非常にゆっくりとしていて、かつ振動を起こさずに安定している。
ただし、この深さにおいては、海洋プレートが地下深くで割れて起こる海洋プレート内地震という別のタイプの地震は発生する。